# Grammy-díj a legjobb dallamos rapteljesítményért
Grammy-díj a legjobb dallamos rapteljesítményért (2017-ig Grammy‑díj a legjobb rap/ének együttműködésért, majd 2020-ig Grammy‑díj a legjobb rap/ének teljesítményért) kategória a Grammy-díjátadón, amelyet először 2002-ben adtak át a 44. Grammy-gálán. A kategóriában olyan dalokat díjaznak, amelyeken rapperek és énekesek közreműködnek.
A díjat az előadó kapja. A producer, a hangmérnök és a dalszerző oklevélért jelentkezhet.
Az első díjat 2002-ben Eve és Gwen Stefani kapta, a Let Me Blow Ya Mind dallal. Jay-Z hét díjat nyert el a kategóriában, négyszer fő előadóként és háromszor közreműködőként, további három jelölés mellett.

## Díjazottak

### 2000-es évek
| Év   | Előadó(k)                                   | Munka               | Jelöltek | For.  |
| ---- | ------------------------------------------- | ------------------- | --- | ----- |
| 2002 | Eve, Gwen Stefani közreműködésével          | Let Me Blow Ya Mind | - Ja Rule, Case közreműködésével – Livin’ It Up - Jagged Edge, Nelly közreműködésével – Where the Party At - Ludacris, Nate Dogg közreműködésével – Area Codes - Mystic, Planet Asia közreműködésével – W                                                         | [ 1 ] |
| 2003 | Nelly, Kelly Rowland közreműködésével       | Dilemma             | - Fat Joe, Ashanti közreműködésével – What’s Luv? - Ja Rule, Ashanti közreműködésével – Always on Time - Nappy Roots, Anthony Hamilton közreműködésével – Po’ Folks - Justin Timberlake, Clipse közreműködésével – Like I Love You                                | [ 2 ] |
| 2004 | Beyoncé, Jay-Z közreműködésével             | Crazy in Love       | - The Black Eyed Peas, Justin Timberlake közreműködésével – Where Is the Love? - LL Cool J, Marc Dorsey közreműködésével – Luv U Better - Snoop Dogg, Pharrell és Uncle Charlie Wilson közreműködésével – Beautiful - Pharrell, Jay-Z közreműködésével – Frontin’ | [ 3 ] |
| 2005 | Usher, Ludacris és Lil Jon közreműködésével | Yeah!               | - Kanye West, Syleena Johnson közreműködésével – All Falls Down - Christina Milian, Fabolous közreműködésével – Dip It Low - Jadakiss, Anthony Hamilton közreműködésével – Why - Twista, Jamie Foxx és Kanye West közreműködésével – Slow Jamz                    | [ 4 ] |
| 2006 | Linkin Park és Jay-Z                        | Numb/Encore         | - Gwen Stefani, Eve közreműködésével – Rich Girl - Destiny’s Child, T.I. és Lil Wayne közreműködésével – Soldier - Common, John Legend és Kanye West közreműködésével – They Say - Ciara, Missy Elliott közreműködésével – 1, 2 Step                              | [ 5 ] |
| 2007 | Justin Timberlake, T.I. közreműködésével    | My Love             | - Akon, Eminem közreműködésével – Smack That - Beyoncé, Jay-Z közreműködésével – Déjà Vu - Eminem, Nate Dogg közreműködésével – Shake That - Jamie Foxx, Ludacris közreműködésével – Unpredictable                                                                | [ 6 ] |
| 2008 | Rihanna, Jay-Z közreműködésével             | Umbrella            | - Chris Brown, T-Pain közreműködésével – Kiss Kiss - Akon, Snoop Dogg közreműködésével – I Wanna Love You - Keyshia Cole, Lil’ Kim és Missy Elliott közreműködésével – Let It Go - Kanye West, T-Pain közreműködésével – Good Life                                | [ 7 ] |
| 2009 | Estelle, Kanye West közreműködésével        | American Boy        | - Flo Rida, T-Pain közreműködésével – Low - John Legend, André 3000 közreműködésével – Green Light - Lil Wayne, T-Pain közreműködésével – Got Money - Lupe Fiasco, Matthew Santos közreműködésével – Superstar                                                    | [ 8 ] |

### 2010-es évek
| Év   | Előadó(k)                                                       | Munka                 | Jelöltek | For.   |
| ---- | --------------------------------------------------------------- | --------------------- | --- | ------ |
| 2010 | Jay-Z, Rihanna és Kanye West közreműködésével                   | Run This Town         | - Beyoncé, Kanye West közreműködésével – Ego - Keri Hilson, Kanye West és Ne-Yo közreműködésével – Knock You Down - The Lonely Island, T-Pain közreműködésével – I’m on a Boat - T.I., Justin Timberlake közreműködésével – Dead and Gone                            | [ 9 ]  |
| 2011 | Jay-Z, Alicia Keys közreműködésével                             | Empire State of Mind  | - B.o.B, Bruno Mars közreműködésével – Nothin’ on You - Chris Brown, Tyga és Kevin McCall közreműködésével – Deuces - Eminem, Rihanna közreműködésével – Love the Way You Lie - John Legend, The Roots, Melanie Fiona és Common közreműködésével – Wake Up Everybody | [ 10 ] |
| 2012 | Kanye West, Rihanna, Kid Cudi és Fergie                         | All of the Lights     | - Beyoncé és André 3000 – Party - DJ Khaled, Drake, Rick Ross és Lil Wayne – I’m On One - Dr. Dre, Eminem és Skylar Grey – I Need a Doctor - Rihanna és Drake – What’s My Name? - Kelly Rowland és Lil Wayne – Motivation                                            | [ 11 ] |
| 2013 | Jay-Z, Kanye West, Frank Ocean és The-Dream                     | No Church in the Wild | - Flo Rida és Sia – Wild Ones - John Legend és Ludacris – Tonight (Best You Ever Had) - Nas és Amy Winehouse – Cherry Wine - Rihanna és Jay-Z – Talk That Talk | [ 12 ] |
| 2014 | Jay-Z és Justin Timberlake                                      | Holy Grail            | - J. Cole és Miguel – Power Trip - Jay-Z és Beyoncé – Part II (On the Run) - Kendrick Lamar és Mary J. Blige – Now or Never - Wiz Khalifa és The Weeknd – Remember You                                                                                               | [ 13 ] |
| 2015 | Eminem, Rihanna közreműködésével                                | The Monster           | - Common, Jhené Aiko közreműködésével – Blak Majik - ILoveMakonnen, Drake közreműködésével – Tuesday - Schoolboy Q, BJ the Chicago Kid közreműködésével – Studio - Kanye West, Charlie Wilson közreműködésével – Bound 2                                             | [ 14 ] |
| 2016 | Kendrick Lamar, Bilal, Anna Wise és Thundercat közreműködésével | These Walls           | - Big Sean, Kanye West és John Legend közreműködésével – One Man Can Change the World - Common és John Legend – Glory - Jidenna, Roman GianArthur közreműködésével – Classic Man - Nicki Minaj, Drake, Lil Wayne és Chris Brown közreműködésével – Only              | [ 15 ] |
| 2017 | Drake                                                           | Hotline Bling         | - Beyoncé, Kendrick Lamar közreműködésével – Freedom - DRAM, Lil Yachty közreműködésével – Broccoli - Kanye West, Chance the Rapper, Kelly Price, Kirk Franklin és The-Dream közreműködésével – Ultralight Beam - Kanye West, Rihanna közreműködésével – Famous      | [ 16 ] |
| 2018 | Kendrick Lamar, Rihanna közreműködésével                        | Loyalty               | - 6lack – Prblms - GoldLink, Brent Faiyaz és Shy Glizzy közreműködésével – Crew - Jay-Z, Beyoncé közreműködésével – Family Feud - SZA, Travis Scott közreműködésével – Love Galore                                                                                   | [ 17 ] |
| 2019 | Childish Gambino                                                | This Is America       | - Christina Aguilera, GoldLink közreműködésével – Like I Do - 6LACK, J. Cole közreműködésével – Pretty Little Fears - Kendrick Lamar és SZA – All the Stars - Post Malone, 21 Savage közreműködésével – Rockstar                                                     | [ 18 ] |

### 2020-as évek
| Év   | Előadó(k)                                                | Munka       | Jelöltek | For.   |
| ---- | -------------------------------------------------------- | ----------- | --- | ------ |
| 2020 | DJ Khaled, Nipsey Hussle és John Legend közreműködésével | Higher      | - Lil Baby és Gunna – Drip Too Hard - Lil Nas X – Panini - Mustard, Roddy Ricch közreműködésével – Ballin’ - Young Thug, J. Cole és Travis Scott közreműködésével – The London                                                               | [ 19 ] |
| 2021 | Anderson .Paak                                           | Lockdown    | - DaBaby, Roddy Ricch közreműködésével – ROCKSTAR - Drake, Lil Durk közreműködésével – Laugh Now Cry Later - Roddy Ricch – The Box - Travis Scott – Highest in the Room                                                                      | [ 20 ] |
| 2022 | Kanye West, The Weeknd és Lil Baby közreműködésével      | Hurricane   | - J. Cole, Lil Baby közreműködésével – Pride Is the Devil - Doja Cat – Need to Know - Lil Nas X, Jack Harlow közreműködésével – Industry Baby - Tyler, the Creator, YoungBoy Never Broke Again és Ty Dolla $ign közreműködésével – WusYaName | [ 21 ] |
| 2023 | Future, Drake és Tems közreműködésével                   | Wait for U  | - DJ Khaled, Future és SZA közreműködésével – Beautiful - Jack Harlow – First Class - Kendrick Lamar, Blxst és Amanda Reifer közreműködésével – Die Hard - Latto – Big Energy (Live)                                                         | [ 22 ] |
| 2024 | Lil Durk, J. Cole közreműködésével                       | All My Life | - Burna Boy, 21 Savage közreműködésével – Sittin’ on Top of the World - Doja Cat – Attention - Drake és 21 Savage – Spin Bout U - SZA – Low                                                                                                  | [ 23 ] |
| 2025 | Rapsody, Erykah Badu közreműködésével                    | 3:AM        | - Jordan Adetunji, Kehlani közreműködésével – Kehlani - Latto – Big Mama | [ 24 ] |

## Rekordok
| Díjak | Előadó            |
| ----- | ----------------- |
| 7     | Jay-Z             |
| 5     | Rihanna           |
| 5     | Kanye West        |
| 2     | Kendrick Lamar    |
| 2     | Justin Timberlake |
| 2     | Drake             |

| Jelölések | Előadó                                  |
| --------- | --------------------------------------- |
| 15        | Kanye West                              |
| 12        | Jay-Z                                   |
| 9         | Beyoncé (1 a Destiny’s Child tagjaként) |
| 9         | Rihanna                                 |
| 8         | Drake                                   |
| 7         | John Legend                             |
| 6         | Kendrick Lamar                          |
| 5         | Eminem                                  |
| 5         | J. Cole                                 |
| 5         | T-Pain                                  |
| 5         | Justin Timberlake                       |
| 5         | Lil Wayne                               |